# Padang (Indonesien)
Padang ist eine Hafenstadt in Indonesien an der Westküste der Insel Sumatra. Mit Stand Mitte 2023 beherbergt sie auf 694,34 Quadratkilometern 928.541 Menschen (Bevölkerungsdichte von 1337,3 Einw. pro km²), davon sind 463.310 Männer (49,90 %) und 465.231 (50,10 %). Rechnerisch kommen also auf 100 Männer 99,6 Frauen.

## Geographie

### Lage
Die Hauptstadt der Provinz Westsumatra erstreckt sich auf Höhen zwischen dem Meeresspiegel und 1853 Metern (im südöstlichen Kecamatan Lubuk Kilangan) zwischen
0° 44′ 00″ und 01° 08′ 35″ n. Br. sowie zwischen 100° 05′ 05″ und 100° 34′ 09″ ö. L. Im Norden grenzt Padang an den Kabupaten Padang Pariaman, im Nordosten und Südosten an den Kabupaten Solok, darin im Osten eingeschlossen die autonome Stadt (Kota) Solok (unter einem Kilometer gemeinsame Grenze zwischen beiden) sowie im Süden an den Kabupaten Pesisir Selatan. Im Westen bildet auf ca. 125 Kilometern die Küstenlinie des Indischen Ozeans eine natürliche Grenze.
Zur Stadt gehören 19 Inseln, von denen Bingangur (56,78 ha) und Sikuai (48,12 ha) mit Abstand die größten sind und Ular mit nur 1,38 Hektar die kleinste. Die Inseln sind administrativ den Kecamatan Bungus Teluk Kabung (11), Padang Selatan (6) und Koto Tangeh (2) zugeordnet. 24 Kelurahan (in 6 Kecamatan) haben direkten Zugang zum Meer.

### Wetter und Klima
Auf Grund der Äquatornähe herrscht, wie in ganz Indonesien, tropisches Regenwaldklima (feuchttropisches Klima). Man unterscheidet eine trockene Jahreszeit (Juni bis September) und die Regenzeit (August bis November). Nachfolgende Wetterdaten oberhalb der Klimatabelle widerspiegeln historische Wetterdaten der Quelle.
Die durchschnittliche Jahreshöchsttemperatur in Padang beträgt 27,2 °C, während die durchschnittliche Jahresmindesttemperatur 23,7 °C erreicht. Die durchschnittliche Tagestemperatur für das ganze Jahr beträgt 25,4 °C.
Der Februar ist der wärmste Monat in Padang, in dem die durchschnittlichen Höchsttemperaturen 28 °C und die Tiefsttemperaturen 24 °C erreichen. Im Gegensatz dazu ist der Oktober der kälteste Monat des Jahres mit Höchsttemperaturen von 27 °C und Tiefsttemperaturen um 23 °C.
Der meiste Niederschlag fällt in Padang im Februar mit einer monatlichen Niederschlagsmenge von 665,1 mm in diesem Zeitraum und einer Niederschlagswahrscheinlichkeit von etwa 77 %. Dagegen fällt im Juni mit durchschnittlich 422,2 mm und einer Niederschlagswahrscheinlichkeit von 62 % am wenigsten Niederschlag.
Die durchschnittliche jährliche Niederschlagsmenge in Padang beträgt etwa 6996 mm. Der Unterschied zwischen der höchsten Niederschlagsmenge (Februar) und der niedrigsten (Juni) beträgt 243 mm.

Die Lage der Kecamatan

|                       | Jan  | Feb  | Mär  | Apr  | Mai  | Jun  | Jul  | Aug  | Sep  | Okt  | Nov  | Dez  |   |      |
| Mittl. Tagesmax. (°C) | 30,0 | 30,5 | 30,2 | 30,2 | 30,4 | 30,2 | 29,9 | 29,7 | 29,2 | 29,3 | 29,3 | 29,5 | ⌀ | 29,9 |
| Mittl. Tagesmin. (°C) | 22,4 | 22,5 | 22,5 | 23,1 | 23,1 | 22,7 | 22,3 | 22,2 | 22,5 | 22,5 | 22,8 | 22,6 | ⌀ | 22,6 |
|                       |      |      |      |      |      |      |      |      |      |      |      |      |   |      |
| Niederschlag (mm)     | 310  | 244  | 296  | 343  | 296  | 224  | 219  | 304  | 347  | 439  | 474  | 425  | Σ | 3921 |
|                       |      |      |      |      |      |      |      |      |      |      |      |      |   |      |
| Sonnenstunden (h/d)   | 4,3  | 4,1  | 4,4  | 4,2  | 4,4  | 4,8  | 4,8  | 4,2  | 3,6  | 3,4  | 3,1  | 3,5  | ⌀ | 4,1  |
|                       |      |      |      |      |      |      |      |      |      |      |      |      |   |      |
| Regentage (d)         | 15   | 13   | 15   | 17   | 14   | 11   | 12   | 14   | 16   | 19   | 21   | 19   | Σ | 186  |
|                       |      |      |      |      |      |      |      |      |      |      |      |      |   |      |
| Luftfeuchtigkeit (%)  | 80   | 79   | 80   | 81   | 79   | 78   | 77   | 78   | 80   | 81   | 81   | 81   | ⌀ | 79,6 |

| 22,4 |

| 22,5 |

| 22,5 |

| 23,1 |

| 23,1 |

| 22,7 |

| 22,3 |

| 22,2 |

| 22,5 |

| 22,5 |

| 22,8 |

| 22,6 |

| 22,4 |

| 22,5 |

| 22,5 |

| 23,1 |

| 23,1 |

| 22,7 |

| 22,3 |

| 22,2 |

| 22,5 |

| 22,5 |

| 22,8 |

| 22,6 |

### Administrative Gliederung
Die Stadt gliedert sich seit 1980 (davor: drei) in elf Distrikte/Unterbezirke (indonesisch Kecamatan) mit 104 städtisch geprägten Dörfern (indonesisch Kelurahan). Sie bestehen aus 3434 Rukun Tetangga (RT, Nachbarschaftsverbänden), die von Rukun Warga (RW) gebildet werden.
Im Volkszählungsjahr 2020 gab es 212.277 Haushalte mit durchschnittlich 4,28 Personen pro Haushalt.
| Code 1   | Kecamatan Distrikt     | Ibu Kota Verwaltungssitz | Fläche (km²) | Einw. Zensus 2010 2 | Volkszählung 2020 | Volkszählung 2020 | Volkszählung 2020 | Anzahl der Kel. 6 |
| Code 1   | Kecamatan Distrikt     | Ibu Kota Verwaltungssitz | Fläche (km²) | Einw. Zensus 2010 2 | Einw. 3           | 0Dichte 40        | Sex Ratio 5       | Anzahl der Kel. 6 |
| -------- | ---------------------- | ------------------------ | ------------ | ------------------- | ----------------- | ----------------- | ----------------- | ----------------- |
| 13.71.01 | Padang Selatan         | Mata Air                 | 10,03        | 57.718              | 60.996            | 6.081,4           | 100,42            | 12                |
| 13.71.02 | Padang Timur           | Simpang Haru             | 8,15         | 77.868              | 77.755            | 9.540,5           | 99,25             | 10                |
| 13.71.03 | Padang Barat           | Purus                    | 7,00         | 45.380              | 42.957            | 6.136,7           | 98,59             | 10                |
| 13.71.04 | Padang Utara           | Lolong Belanti           | 8,08         | 69.119              | 55.171            | 6.828,1           | 99,85             | 7                 |
| 13.71.05 | Bungus Teluk Kabung000 | Pasar Laban              | 100,78       | 22.896              | 27.408            | 272,0             | 105,63            | 6                 |
| 13.71.06 | Lubuk Begalung         | LKubuk Begalung          | 30,91        | 106.432             | 122.593           | 3.966,1           | 100,88            | 15                |
| 13.71.07 | Lubuk Kilangan         | Bandat Buat              | 85,99        | 48.850              | 57.489            | 668,6             | 101,33            | 7                 |
| 13.71.08 | Pauh                   | Pasar Baru               | 146,29       | 59.216              | 62.228            | 425,4             | 102,41            | 9                 |
| 13.71.09 | Kuranji                | Pasar Ambacarng          | 57,41        | 126.729             | 146.111           | 2.545,0           | 101,63            | 9                 |
| 13.71.10 | Nanggalo               | Surau Gadang             | 8,07         | 57.275              | 58.535            | 7.253,4           | 98,38             | 6                 |
| 13.71.11 | Koto Tangah            | Lubuk Buaya              | 232,25       | 162.079             | 197.797           | 851,7             | 101,04            | 13                |
| 13.71    | Kota Padang            | Kota Padang              | 694,96       | 833.562             | 909.040           | 1308,0            | 100,80            | 14                |

## Demographie
Unter den sieben autonomen Städten in der Provinz Sumatra Barat nimmt Padang hinsichtlich Fläche und Bevölkerungszahl eine führende Rolle ein, ist nach Medan und Palembang die drittgrößte Stadt der Insel Sumatra und liegt auf Platz 14 aller indonesischen Städte.
Wie in vielen Bezirken und Städten Sumatras kippte nach 2015 der Frauenüberschuss, so auch in Padang. Zur Volkszählung 2000 (indonesisch SP 2000) betrug der Frauenanteil noch 50,71 Prozent (361.672 von 713.242 Einwohnern), sank beim nächsten Zensus 2010 auf 50,18 Prozent ab (418.2457 von 833.562 Einwohnern) und lag bei der letzten Zählung (2020) bei 49,80 Prozent (452.711 Frauen  456.329 Männer).
Große Teile der Bevölkerung gehören den Minangkabau an, die die Minangkabau-Sprache sprechen und Muslime sind, zudem gibt es vor allem im Süden der Stadt eine chinesischsprachige Minderheit, die in der Mehrzahl Christen sind. Damit war und ist der Islam die vorherrschende Religion (97,52 %). In den Kecamatan Padang Selatan und Padang Barat ist deren Anteil am niedrigsten und liegt um die 87 %. Hingegen ist hier der Anteil der Christen am höchsten. In der gesamten Stadt gibt es 17.887 Christen, wobei hier die 11.712 Katholiken (65,5 %) dominieren. Der Anteil der Christen ist in den beiden zuvor erwähnten Kecamatan am höchsten: in Padang Selatan liegt er bei 12,42 Prozent (7.375 von 59.400 Personen; ca. zwei Drittel Katholiken), gefolgt von Padang Barat mit 9,46 Prozent (7.452 von 78.762 Personen; ca. vier Fünftel Katholiken). In den beiden Kecamatan sind auch die meisten der insg. 2.401 Buddhisten und 1.105 Hindus beheimatet.
Neben den 695 Moscheen und 712 Mushola (kleineren Gebetsräumen) in der Stadt Padang bestanden 2020 noch 12 Kirchen (9 kathol.) sowie 3 buddhistische Tempel. Neben oben erwähnten Kecamatan, bestand eine weitere kathol. Kirche in Padang Timur.

### Soziale Daten 2020
| Merkmal                                                            | Kabupaten | 0Provinz Sumatra Barat0 |
| ------------------------------------------------------------------ | --------- | ----------------------- |
| Bevölkerung unterhalb der Armutsgrenze (Tsd.)0                     | 042,17    | 344,23                  |
| Anteil der „armen Bevölkerung“ (indonesisch Penduduk miskin) (%)00 | 04,40     | 006,28                  |
| Arbeitslosenrate (%)                                               | 13,64     | 006,88                  |
| Lebenserwartung bei der Geburt (Jahre)                             | 73,65     | 069,47                  |
| HDI-Index                                                          | 82.82     | 072,38                  |
| Analphabetenrate (in %, 15–64 J.)                                  | 00,10     | 000,41                  |
| Abhängigenquotient 1                                               | 44,04     | 047,09                  |
| Anteil der Altersgruppen                                           | 0Real0    | 0Prozentual0            |
| Kinder (<15 J.)                                                    | 224.8350  | 024,73                  |
| arbeitsfähige Bevölkerung (15–64 J.)                               | 630.7460  | 069,39                  |
| Rentner und Pensionäre (>65 J.)                                    | 053.4590  | 005,88                  |

### Aktuelle Bevölkerungsdaten vom Jahresende 2022
Nachfolgende Tabelle gibt den Einwohnerstand per 31. Dezember 2022 wieder.
| Kecamatan              | Fläche km² | Einwohner gesamt | Männer  | Frauen  | Dichte Einw. je km² | Sex Ratio (M*100/F) |
| ---------------------- | ---------- | ---------------- | ------- | ------- | ------------------- | ------------------- |
| Padang Selatan         | 13,93      | 61.818           | 30.702  | 31.116  | 4.437,8             | 98,67               |
| Padang Timur           | 8,57       | 80.619           | 40.043  | 40.576  | 9.407,1             | 98,69               |
| Padang Barat           | 5,46       | 43.480           | 21.400  | 22.080  | 7.963,4             | 96,92               |
| Padang Utara           | 8,22       | 58.751           | 29.314  | 29.437  | 7.147,3             | 99,58               |
| Bungus Teluk Kabung000 | 85,28      | 28.110           | 14.249  | 13.861  | 329,6               | 102,80              |
| Lubuk Begalung         | 29,76      | 123.070          | 61.370  | 61.700  | 4.135,4             | 99,47               |
| Lubuk Kilangan         | 82,89      | 57.739           | 28.933  | 28.806  | 696,6               | 100,44              |
| Pauh                   | 160,85     | 62.838           | 31.551  | 31.287  | 390,7               | 100,84              |
| Kuranji                | 51,58      | 148.123          | 74.302  | 73.821  | 2.871,7             | 100,65              |
| Nanggalo               | 9,29       | 60.023           | 29.608  | 30.415  | 6.461,0             | 97,35               |
| Koto Tangah            | 231,00     | 200.269          | 99.980  | 100.289 | 867,0               | 99,69               |
| Kota Padang            | 686,83 1   | 924.840          | 461.452 | 463.388 | 1.346,5             | 99,58               |

## Geschichte
Ab dem 16./17. Jahrhundert wurde Pfeffer im Gebiet um Padang angebaut. 1663/1680 gründeten Niederländer in Padang einen Handelsposten. 1781 bis 1784 und 1795 bis 1819 während der Koalitionskriege war die Stadt britisch, dann wieder niederländisch. Um 1780 war Gold wichtigstes Handelsgut. Im Zweiten Weltkrieg war Padang von japanischen Truppen besetzt.
Durch das Sumatra-Erdbeben vom 30. September 2009 wurde Padang schwer erschüttert. Das Erdbeben erreichte die Stärke 7,6 Mw auf der Momenten-Magnituden-Skala. Das Hypozentrum des Bebens lag unterseeisch rund 50 Kilometer nordwestlich der Stadt in 81 km Tiefe, ein Nachbeben erreichte noch eine Stärke von 5,5. In Padang und der Umgebung sind schwere Schäden angerichtet worden, die Opferzahlen wurden am 2. Oktober mit rund 1100 angegeben.

## Natur und Umwelt
Seit 2000 gibt es westlich von Padang das Meeresschutzgebiet Marine Protected Area (MPA) Pulau Pieh, indonesisch Taman Wisata Perairan (TWP) Pulau Pieh, das mehrere Koralleninseln (Bando, Pieh, Pandan, Toran, Air) und etwa 40.000 Hektar umfasst. Es ist das einzige Schutzgebiet Indonesiens im Indischen Ozean.
Über die Hälfte des Territoriums der Stadt ist von Wald bedeckt (36.263 ha).
Bis zum Jahr 2017 erhielt Padang 18 Mal die Auszeichnung „Adipura“ (sauberste und grünste Stadt) in der Kategorie „Großstadt“ und dreimal die Auszeichnung „Adipura Kencana“.

## Verkehr
Padang verfügt über einen neuen internationalen Flughafen (Minangkabau International Airport), einen Hafen, der sechs Kilometer südlich liegt, und Anbindung an die Eisenbahnlinie Padang–Sawahlunto. Die Stadt ist Handelszentrum für die Küstenebene und das gebirgige Hinterland. Wichtige Handelswaren sind heute Zement, Zimt, Steinkohle, Kaffee, Muskatnüsse, Rattan, Gummi, Kopra, Tee und Textilien. Der Ort hat touristische Bedeutung für Surf-Touristen als Ausgangspunkt für Reisen zu den Mentawai-Inseln. Nahe Padang befindet sich außerdem die Insel Cubadak.

## Persönlichkeiten
- Marius Sandberg (1896–1986), niederländischer Fußballspieler
- Carl Langbehn (1901–1944), deutscher Jurist und Widerstandskämpfer
- Tinus van Doorn (1905–1940), niederländischer Maler
- Fritz Schneewind (1917–1945), deutscher U-Boot-Kommandant im Zweiten Weltkrieg
- Jan Morks (1925–1984), niederländischer Jazzmusiker
- Wybo Veldman (* 1946), neuseeländischer Ruderer
- Darul Siska (* 1954), indonesischer Politiker
- John Kenedy Azis (* 1959), indonesischer Politiker
- Ririn Amelia (* 1993), indonesische Badmintonspielerin

## Partnerstädte
- Hildesheim, Deutschland, seit 1988
- Suzhou, Provinz Anhui, China
- Beith Lahia, Palästina (Gazastreifen)
- Bà Rịa-Vũng Tàu, Provinz, Vietnam
- Perth, Australien
- Dubai, Vereinigte Arabische Emirate

## Sonstiges
Die Stadt hat mehrere Hochschulen, darunter die Universitas Bung Hatta, die Universitas Negri Padang (UNP) und eine 1956 gegründete Universität, die Universitas Andalas, sowie ein landwirtschaftliches Forschungsinstitut. Padang ist seit 1961 Sitz eines katholischen Bischofs (Bistum Padang).
Berühmt ist die in ganz Indonesien verbreitete Padang-Küche.

## Sport
Der Fußballverein der Stadt, Semen Padang, spielt aktuell in der zweithöchsten Spielklasse Indonesiens, der Liga 2.